# Pottia recurvifolia
Pottia recurvifolia là một loài rêu trong họ Pottiaceae. Loài này được Warnst. mô tả khoa học đầu tiên năm 1916.